# Physically Challenged (Ironman 70.3)
Physically Challenged open division est le nom d'un division sportive dédiée aux triathlètes handisport du circuit de triathlon Ironman 70.3. Elle permet selon les règles conformes aux prescriptions techniques de la Fédération internationale de triathlon, la participation aux compétitions qualificatives et à la finale des championnats du monde. Elle comporte deux catégories, une réservée aux triathlètes atteint de déficience visuelle, neurologique, physique sans nécessité de vélo à main (PC) et une autre dédiée aux sportifs devant user d'un vélo à main (handcycle) et d'un fauteuil roulant durant l'épreuve (HC). Des espaces réservés pour les compétitions et un titre honorifique de champion du monde à l'image des catégories d'âge amateur est attribué aux vainqueurs par type de handicap.

## Championnat du monde catégorie déficience physique (PC)

### Palmarès hommes
| Année | Lieu                            | Champion          | Temps           | 2e                | Temps           | 3e             | Temps           |
| ----- | ------------------------------- | ----------------- | --------------- | ----------------- | --------------- | -------------- | --------------- |
| 2016  | Mooloolaba, Australie           | Matthew Brumby    | 5 h 53 min 58 s | Ross Mason        | 5 h 59 min 19 s | --             | --              |
| 2015  | Zell am See-Kaprun, Autriche    | Thomas Frühwirth  | 4 h 53 min 35 s | Jean-Marie Buchot | 5 h 5 min 58 s  | --             | --              |
| 2014  | Mont-Tremblant, Québec, Canada  | Dominique Benassi | 5 h 35 min 56 s | --                | --              | --             | --              |
| 2013  | Henderson, Nevada, États-Unis   | Dominique Benassi | 5 h 58 min 21 s | Earl Barnes       | 6 h 3 min 0 s   | Ricky James    | 6 h 39 min 20 s |
| 2012  | Henderson, Nevada, États-Unis   | Aaron Scheidies   | 4 h 56 min 43 s | Dominique Benassi | 6 h 14 min 8 s  | Michael Murray | 7 h 19 min 1 s  |
| 2011  | Henderson, Nevada, États-Unis   | Aaron Scheidies   | 4 h 32 min 20 s | Dominique Benassi | 5 h 53 min 2 s  | Jason Gunter   | 6 h 43 min 37 s |
| 2010  | Clearwater, Floride, États-Unis | Aaron Scheidies   | 4 h 9 min 26 s  | Ryan Van Praet    | 4 h 53 min 41 s | Brian Cowie    | 5 h 18 min 42 s |
| 2009  | Clearwater, Floride, États-Unis | Aaron Scheidies   | 4 h 18 min 58 s | Dominique Benassi | 4 h 36 min 47 s | Ryan Van Praet | 4 h 43 min 52 s |
| 2008  | Clearwater, Floride, États-Unis | Jeff Glasbrenne   | 5 h 51 min 20 s | --                | --              | --             | --              |

### Palmarès femmes
Palmarès vide en 2016.

## Championnat du monde catégorie handcycle (HC)

### Palmarès hommes
| Année | Lieu                            | Champion        | Temps           | 2e               | Temps           | 3e         | Temps           |
| ----- | ------------------------------- | --------------- | --------------- | ---------------- | --------------- | ---------- | --------------- |
| 2016  | Mooloolaba, Australie           | Daniel Garcia   | 5 h 37 min 19 s | --               | --              | --         | --              |
| 2014  | Mont-Tremblant, Québec, Canada  | Zbyněk Švehla   | 5 h 52 min 49 s | --               | --              | --         | --              |
| 2012  | Henderson, Nevada, États-Unis   | Jason Fowler    | 6 h 51 min 42 s | Marc Aten        | 7 h 45 min 42 s | --         | --              |
| 2011  | Henderson, Nevada, États-Unis   | Marc Aten       | 6 h 23 min 43 s | Jason Gradyan    | 7 h 27 min 53 s | --         | --              |
| 2010  | Clearwater, Floride, États-Unis | Zbyněk Švehla   | 5 h 11 min 2 s  | Geoffrey Kennedy | 5 h 30 min 33 s | --         | --              |
| 2009  | Clearwater, Floride, États-Unis | Jeff Smith      | 5 h 36 min 28 s | --               | --              | --         | --              |
| 2008  | Clearwater, Floride, États-Unis | Dominique Benas | 4 h 44 min 0 s  | Ricky James      | 5 h 30 min 27 s | Jeff Smith | 5 h 31 min 13 s |

### Palmarès femmes
Palmarès vide en 2016.